# Phormosoma placenta
Phormosoma placenta är en sjöborreart som beskrevs av Thomson. Phormosoma placenta ingår i släktet Phormosoma och familjen Echinothuriidae.

## Underarter
Arten delas in i följande underarter:
- P. p. placenta
- P. p. sigsbei